# F. Drew Gaffney
Francis Andrew „Drew“ Gaffney (* 9. Juni 1946 in Carlsbad, New Mexico) ist ein ehemaliger US-amerikanischer Astronaut.
Gaffney erhielt 1968 einen Bachelor von der University of California, Berkeley und wurde 1972 in Medizin an der University of New Mexico promoviert. In der Texas Air National Guard wurde Oberst Gaffney als Fliegerarzt eingesetzt (147th Fighter Interceptor Group auf der Ellington Air National Guard Base, Houston, Texas).

## Astronautentätigkeit
Gaffneys erster Einsatz war für die Atlantis-Mission STS-71-E im April 1987 geplant gewesen, er wurde jedoch wegen der Challenger-Katastrophe abgesagt. Außer Gaffney waren als Besatzungsmitglieder dieser SLS-1-Mission noch Vance D. Brand, David Griggs, John M. Fabian, James P. Bagian, Rhea Seddon und Robert Phillips geplant.
Von Januar 1987 bis Juni 1989 arbeitete Gaffney als Wissenschaftler in der Abteilung Life Sciences der NASA. Seine 15-jährige Erfahrung im Bereich der Herzforschung führte zu seiner Nominierung als Nutzlastspezialist für die Space-Shuttle-Mission STS-40. Am 5. Juni 1991 startete er mit der Raumfähre Columbia ins All. Diese Mission wurde mehrmals verschoben, da an der Raumfähre diverse Mängel aufgetreten waren. Es war die fünfte Spacelab-Mission, die erste, die sich ausschließlich mit Biowissenschaften beschäftigte. Das wichtigste Experiment war Spacelab Life Sciences-1. Dabei wurden physiologische Untersuchungen an Menschen, 30 Nagetieren und tausenden winzigen Quallen durchgeführt. Von den 18 Untersuchungen beschäftigten sich zehn mit dem Menschen, sieben mit den Nagetieren und eines mit den Quallen.

## Privates
Drew Gaffney ist verheiratet und hat zwei Kinder.